# William Sprague (Politiker, 1809)
William Sprague (* 23. Februar 1809 in Providence, Rhode Island; † 19. September 1868 in Kalamazoo, Michigan) war ein US-amerikanischer Pfarrer und Politiker im US-Bundesstaat Michigan. Er war ein entfernter Cousin von William Sprague (1830–1915), dem Gouverneur von Rhode Island.

## Leben
Sprague besuchte die öffentlichen Schulen in Rhode Island und zog dann nach Michigan, wo er sich in Kalamazoo niederließ. Er studierte Theologie und wurde anschließend zum Pfarrer geweiht. Von 1844 bis 1848 hatte er als Ältester den Vorsitz über die Methodist Episcopal Church im Kalamazoo-Distrikt. Später war er von 1852 bis 1853 als United States Indian Agent in Michigan tätig.
In den frühen 1830er Jahren war Sprague Kreispfarrer von vielen Gemeinden im mittleren und Südwesten von Michigan. Er wurde der erste evangelische Prediger im Van Buren County. Ferner richtete er 1832 die erste Methodistische Klasse in Niles ein und war dort auch 1862 als Pastor tätig, als zu jener Zeit mit dem Bau des historischen Kirchengebäudes im italienischen Stil begonnen wurde. Im Herbst 1832 wurde er Kreispastor von Coldwater.
Sprague verfolgte auch eine politische Laufbahn, indem er als Whig den Demokraten Charles E. Stuart bei dessen Wiederwahlversuch in den 31. US-Kongress schlug. Er verblieb nur für eine Amtsperiode vom 4. März 1849 bis zum 3. März 1851 im US-Repräsentantenhaus, da er bei seiner zweiten Kandidatur dem erneut antretenden Stuart unterlag. Danach kehrte er auf seine Farm in Oshtemo Township, Kalamazoo County zurück. Er starb 1868 in Kalamazoo und wurde auf dem Mountain Home Cemetery beigesetzt.